# You Might Think
"You Might Think" é uma canção da banda norte-americano The Cars, gravada para o seu quinto álbum de estúdio Heartbeat City. Lançada em 1984, foi escrita por Ric Ocasek e produzida pelo próprio grupo e Mutt Lange. O vídeo musical da faixa recebeu o primeiro prémio na categoria Video of the Year na cerimónia MTV Video Music Awards de 84.

## Versão Weezer
Em 2011, a banda de rock americana Weezer fez um cover da música para a trilha sonora do filme de animação Carros 2.